# Alexandre Bilodeau
Alexandre Bilodeau (Montreal, 8 de setembro de 1987) é um esquiador estilo livre do Canadá.
Em 2006, terminou em 11º lugar na competição dos moguls dos Jogos Olímpicos de Inverno de Turim, tendo sido eleito o "Novato do Ano" pela Federação Internacional de Esqui. Em fevereiro de 2009, se tornou campeão da Copa do Mundo após obter quatro vitórias consecutivas. No Campeonato Mundial do mesmo ano, em Inawashiro, Japão, o atleta ficou com o ouro no Dual Moguls, modalidade em que dois atletas descem a rampa ao mesmo tempo. Em 14 de fevereiro de 2010, durante os Jogos Olímpicos de Inverno de Vancouver, conquistou o ouro nos Moguls. Foi a primeira medalha olímpica de ouro do Canadá conquistada em solo canadense.